# Lbáně
Lbáně (také Lbáň nebo Libáň) je zaniklá vesnice, která se nacházela nedaleko osady Hladoměř u města Blovice v okrese Plzeň-jih. Název je pravděpodobně odvozeno od slova „lysý“, což může souviset se skalními útvary v okolí.
Umístění vesnice není dodnes zcela známé. V blízkosti osady Hladomří se však nacházely rybníky, z nichž jeden nesl jméno Libáň. Už na počátku 18. století se okolním pozemkům říkalo „Podelbaní“. Tyto indicie vedou k závěru, že zaniklá vesnice Lbáně se nacházela právě nedaleko osady Hladomří. Zdrojem vody by v tomto případě byl Chocenický potok.
První písemná zmínka je z roku 1556, kdy je již uváděna jako pustá. Některé zdroje tento zánik spojují s husitskými válkami. Pravděpodobně patřila zelenohorskému panství. Vzhledem k poloze je pravděpodobné, že zde docházelo k těžbě železné rudy. Poddaní z této vesnice chodili nejspíše robotovat na statek v Maršově.